# 가면라이더 빌드
《가면라이더 빌드》(일본어: 仮面ライダービルド 가멘 라이다 비루도[*], 영어: Kamen Rider Build)는 2017년 9월 3일부터 2018년 8월 26일까지 방영한 19번째 헤이세이 가면라이더 시리즈다. 한국에서는 2019년 1월 5일에서 4월 27일까지 방영했다.

## 개요
화성에서 판도라 박스가 발견되고, 그것을 두고 일본은 동구, 서구, 북구 3개의 나라로 분열한다. 가면라이더 빌드의 주인공 키류 센토는 개조인간 실험을 목적으로 사람을 납치하는 파우스트를 상대로 싸워나간다.

## 등장인물
- 키류 센토(장래오)(일본어: 桐生 戦兎) / 가면라이더 빌드

경이적인 두뇌와 신체 능력을 가진 천재 물리학자. 기억을 잃고 쓰러져 있는 걸 소이치가 발견하여, 그의 카페 지하의 비밀 기지에서 살고 있다. 과거에는 타쿠미였다 빌드 드라이버(일본어: ビルドドライバー 비루도 도라이바[*])게 감시한다.
- 반조 류우가(반용주) / 가면라이더 크로즈

```
이중 격투기 선수.갑자기 이회소를 죽였다고 살인범으로 오해 받았다.
```

- 타키카와 사와(윤미조)(일본어: 滝川 紗羽)

자유 기고가. 가면라이더 빌드의 정체를 알고 나서 센토에게 수집한 정보를 제공한다.
- 히무로 겐토쿠(정무열)(일본어: 氷室 幻徳) / 나이트 로그/가면라이더 로그(일본어: ナイトローグ 나이토 로구[*], 영어: Night Rogue)

동도정부 수상 보좌관 겸 동도선단물질학연구소 소장. 뒤에서는 파우스트(일본어: ファウスト 화우스토[*])의 나이트 로그로서 활동한다.
- 이스루기 소이치(강성무)(일본어: 石動 惣一) / 블러드 스타크(일본어: ブラッドスターク 부랏도 스타쿠[*], 영어: Blood Stalk)

미소라의 아버지로, 카페 나시타(일본어: ナシタ, 영어: nascita)를 운영한다. 센토를 카페 지하의 비밀 기지에 들여주고 빌드로서의 싸움을 지원한다. 하지만 그의 정체는 블러드 스타크로, 난바 회장과 결탁하여 최강 군사 병기 개발에 도움을 주고 있다.
- 카츠라기 타쿠미(이휘소)(일본어: 葛城 巧)

류우가가 연루된 살인 사건의 피해자. 판도라박스의 책임 연구원이었다. 하지만 죽은 것이 아니라 스타크 때문에 기억을 잃어버리고 얼굴이 바뀌는 바람에 키류 센토가 됐다.
- 난바 주자부로(우난파)(일본어: 難波 重三郎)

난바 중공업(일본어: 難波重工)의 회장.
- 타지미 요시코(원혜주)(일본어: 多治見 喜子)

호쿠토 정부의 총리. 겉으로는 육아 지원과 농업 정책을 추진한다고 하지만, 핍박한 상황에서도 국가 예산의 대부분을 군사 개발에 쏟아 붓고 있다.
- 미도 마사쿠니(서경원)(일본어: 御堂 正邦)

세이토 정부의 총리. 세이토의 젊은이들을 외국으로 진출시켜 기술력으로 경제 부흥을 노린다. 그러나 그 이면에서는 군비를 확장해 북도에 대항하고 있다.
- 아카바(적우)(일본어: 赤羽) / 캐슬 하드스매시(일본어: キャッスルハードスマッシュ 캬스루 하도스맛슈[*])

카즈미를 따르는 북도 삼우오(일본어: 北都三羽ガラス 호쿠토 산바 가라스[*]) 중 한 명. 성품이 거칠다.
- 아오바(청우)(일본어: 青羽) / 스태그 하드스매시(일본어: スタッグハードスマッシュ 스탁그 하도스맛슈[*])

북도 삼우오 중 한 명. 삼우오 중 가장 연장자다.
- 키바(황우)(일본어: 黄羽) / 아울 하드스매시(일본어: オウルハードスマッシュ 오우루 하도스맛슈[*])

북도 삼우오 중 한 명. 어린아이처럼 천진난만한 성격.

## 출연진

### 주역, 조역
- 이누카이 아츠히로/최승훈 - 키류 센토(장래오) / 가면라이더 빌드(목소리)
- 아카소 에이지/정의한 - 반조 류우가(반용주) / 가면라이더 크로즈(목소리)
- 타카다 카호/강은애 - 이스루기 미소라(강아린)
- 타케다 코헤이/표영재 - 사와타리 카즈미(한수호) / 가면라이더 그리스(목소리)
- 오치 유키/김진홍 - 우츠미 나리아키(탁기준)/ 가면라이더 매드로그
- 타키 유카리/이명희 - 타키카와 사와(윤미조)
- 미카미 겐세이/최낙윤 - 히무로 겐토쿠(정무열) / 나이트 로그(목소리)/ 가면라이더 로그
- 마에카와 야스유키/민응식 - 이스루기 소이치(강성무) / 블러드 스타크(목소리)
- 기야마 유키아키/서반석 - 카츠라기 타쿠미(이휘소)
- 하마다 아키라/온영삼 - 난바 주자부로(우난파)
- 기 료코/원에스더 - 타지미 요시코(원혜주)
- 후케 노리마사/이창민 - 미도 마사쿠니(서경원)
- 에이신/장서화 - 아카바/오오야마 마사루/적우/ 캐슬 하드스매시(목소리)
- 세리자와 다테토/최현수 - 아오바/아이카와 슈야/청우/ 스태그 하드스매시(목소리)
- 요시무라 다쿠야/이승행 - 키바/미하라 쇼키치/황우 / 아울 하드스매시(목소리)

### 목소리 출연
- 반키 코바/민응식 - 내레이션
- 코바야시 카츠야/정의한 - 빌드 드라이버 음성
- 와카모토 노리오/최낙윤 - 스크래시 드라이버 음성
- 카나오 테츠오/민응식 - 블러드 스타크, 에볼 드라이버

### 단역
- 고쿠보 조지/이승행 - 카츠라기 시노부(이기려) (1, 8)
- 이치 오미야/이창민 - 나베시마 마사히로(주기범) (1, 3~4, 12~13)
- 야마자키 쇼헤이/김진홍 - 시미즈 쿄이치/김범균 (1)
- 이토 리사코/손선영 - 오구라 카스미(성유미) (2)
- 니토라 고메이 - 대원 (2)
- 고치 마치코/손선영- 기네 레이카(오세영) (3~4)
- 다카하시 루이 - 기네 고타 (3)
- 나구모 유스케 - 이가라시 (3~4)
- 후나키 사치 - 나베시마 도모에 (4)
- 가와키타 렌 - 나베시마 하루카 (4)

### 슈트액터
- 타카이와 세이지 - 가면라이더 빌드
- 에이토쿠 - 가면라이더 크로즈
- 후지타 사토시 - 가면라이더 그리스
- 와타나베 준 - 나이트 로그, 가면라이더 로그

## 음악
주제가
"Be The One"
- 작사, 작곡, 편곡: 코무로 테츠야, 아사쿠라 다이스케
- 노래: 판도라 feat. 비벌리(더빙판: 강은애(제1 ~ 24화), 장예림(제25 ~ 최종화))

## 방영 목록
| 방송일         | 화수   | 부제                                                                                                  |
| -------------- | ------ | --- |
| 2017년 9월 3일 | 제1화  | 베스트 매치한 녀석들 (일본어: ベストマッチな奴ら 베스토 맛치나 야쓰라[*])                             |
| 9월 10일       | 제2화  | 억울한 런웨이(억울한 도주) (일본어: 無実のランナウェイ 무지쓰노 란나웨이[*])                          |
| 9월 17일       | 제3화  | 정의의 보더라인(정의의 경계선) (일본어: 正義のボーダーライン 세이기노 보다라인[*])                    |
| 9월 24일       | 제4화  | 증언은 제로가 된다(증언은 원점으로) (일본어: 証言はゼロになる 쇼겐와 제로니 나루[*])                  |
| 10월 1일       | 제5화  | 위기의 아이덴티티 (일본어: 危ういアイデンティティー 아야우이 아이덴티티[*])                           |
| 10월 8일       | 제6화  | 분노의 문설트 (일본어: 怒りのムーンサルト 이카리노 문사루토[*])                                       |
| 10월 15일      | 제7화  | 악마의 사이언티스트(악마의 과학자) (일본어: 悪魔のサイエンティスト 아쿠마노 사이엔티스토[*])          |
| 10월 22일      | 제8화  | 메모리가 이야기 시작한다(메모리가 말한다) (일본어: メモリーが語りはじめる 메모리가 가타리하지메루[*]) |
| 10월 29일      | 제9화  | 프로젝트 빌드의 함정 (일본어: プロジェクトビルドの罠 부로제쿠토 비루도노 와나[*])                     |
| 11월 12일      | 제10화 | 멸망의 테크놀러지 (일본어: 滅亡のテクノロジー 메쓰보노 데쿠노로지[*])                                 |
| 11월 19일      | 제11화 | 불타올라라, 드래건 (일본어: 燃えろドラゴン 모에로 도라곤[*])                                          |
| 11월 26일      | 제12화 | 음모의 시어리(음모론) (일본어: 陰謀のセオリー 인보노 세오리[*])                                       |
| 12월 3일       | 제13화 | 베일을 벗는 건 누구? (일본어: ベールを脱ぐのは誰？ 베루오 누구노와 다레[*])                           |
| 12월 10일      | 제14화 | 거짓된 가면라이더 (일본어: 偽りの仮面ライダー 이쓰와리노 가멘 라이다[*])                              |
| 12월 17일      | 제15화 | 기류 센토를 저지하라!(장래오를 심판하라!) (일본어: 桐生戦兎をジャッジしろ！ 기류 센토오 잣지 시로[*]) |
| 12월 24일      | 제16화 | 병기 히어로 (일본어: 兵器のヒーロー 헤이키노 히로[*])                                                 |
| 2018년 1월 7일 | 제17화 | 라이더 워즈 개전 (일본어: ライダーウォーズ開戦 라이다 워즈 가이센[*])                                 |
| 1월 14일       | 제18화 | 황금 솔저(황금 병사) (일본어: 黄金のソルジャー 오곤노 소루자[*])                                      |
| 1월 21일       | 제19화 | 금단의 아이템 (일본어: 禁断のアイテム 긴단노 아이테무[*])                                             |